# 功德林寺 (拉萨)

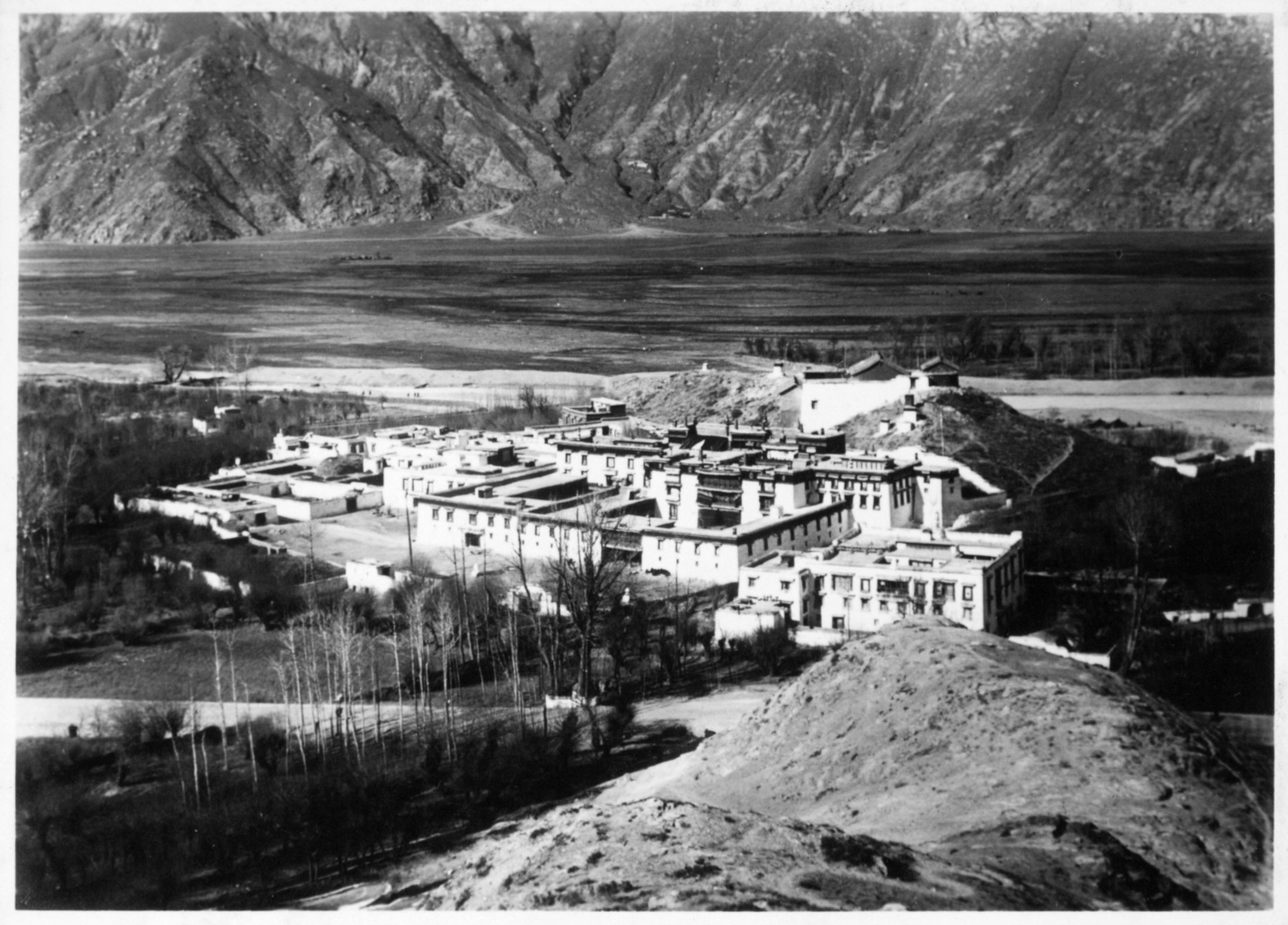
1926-1927年间的功德林寺

功德林寺，藏语称“功德林”（藏語：ཀུན་བདེ་གླིང，威利转写：kun bde gling），又译“公德林”、“贡德林”，赐名卫藏永安寺，位于西藏自治区拉萨市城关区公德林街道雪社区，是一座藏传佛教格鲁派寺院，也是拉萨四大林之一。

## 功德林寺

### 历史
功德林寺位于布达拉宫西面，磨盘山南面。功德林寺所在的公德林街道即因该寺而得名。功德林寺是八世达察活佛于藏历第十三饶迥水鼠年（1792年）动工兴建，木虎年（1794年）竣工。当时，八世达察活佛配合八世达赖，全力支持清朝中央政府派到西藏的军队，取得了「抗击廓尔喀」的胜利。清朝将军福康安率军返回拉萨后，捐献战利品及“为皇帝福田施主用的白银汉秤7000两”，并且由达察活佛负责兴建拉萨磨盘山三庄严文殊庙、汉地战神关帝庙，以及山下的功德林寺，这些寺院均成为西藏摄政达察活佛的永久府邸。八世达赖赐寺名“长寿法轮洲”。嘉庆元年即藏历火龙年（1796年），清朝嘉庆帝赐“卫藏永安寺”敕额一块，额定招收50位僧人。如今人们所称的“功德林”，便是“卫藏永安寺”藏译简称。到西藏民主改革时，该寺已发展至134名僧人。
功德林寺建立后，成为继丹吉林寺之后的第二个“林”，后经历世达察活佛扩建，逐渐成为规摸较大的寺院。据说1959年以前，“上层贵族等筹办喜事时，为图吉祥而把功德林客人尊为上等嘉宾，这是因为该 ‘林’自建寺以来兴旺发达，从未有丹吉林、策墨林之惨痛遭遇。”
功德林寺的母寺是八宿寺，位于八宿县同卡镇境内，始建于1473年，是昌都地区四大寺之一。自“五世逹赖喇嘛赏赐第六世吉仲活佛阿旺贡觉尼玛以八宿寺及其属寺的法物地产和附近农牧民800 余户，加上已赏给他的卫地农奴共计2730多户，作为他世袭经营的庄园”后，八宿寺成为达察吉仲活佛的驻锡私邸及政教活动之所。八世达察活佛于1792年出任由清朝皇帝委派的第三位西藏摄政，他创建的“卫藏永安寺”（即功德林寺）成为八宿寺的子寺。宗教传承上，八宿寺以显宗为主，功德林寺则以密乘（“究习布达拉朗结札仓之密宗经典”）为主。经济上，功德林拉章总管称“札萨”，八宿寺的总管则称“强佐钦莫”，1959年以前，每年由八宿寺向功德林寺进贡。此外，因八世达察活佛曾求学于哲蚌寺果莽扎仓，使得功德林寺成为哲蚌寺果莽扎仓的属寺。
过去功德林寺占地面积很大。1956年，当时的达察活佛命该寺僧人在寺旁兴建了一座白度母殿及其相连建筑，并且多次预言“这座殿将来很有用”。该殿的白度母像是当时西藏最高的白度母像。
此后，因各种原因，功德林寺被毁。改革开放后，寺院原来的主体建筑一直没有归还该寺。后来被发还重建的部分，仅为上述白度母殿及其相连建筑。
该寺每年藏历新年绘制、供奉“大威德金刚坛城”，并进行为期7天的例行法事。功德林寺的经堂内，依次悬挂着大威德金刚、胜乐金刚、密集金刚的唐卡。每年该寺除了制作“大威德金刚坛城”外，还会分别制作另外两位金刚坛城。这种活动直至今日依然在每年照常举办。

### 建筑
重建后的功德林寺，面积不及原来的十分之一。主要建筑有：
- 白度母殿：供奉的白度母像仍然是全西藏最大的白度母像。21世纪初，该白度母很受拉萨的女性信奉，被视为女性的保护本尊，据说颇为灵验。白度母殿的前方、天井对面，摆放着一排排酥油灯。
- 主殿：位于白度母殿旁边，是该寺重建后的主殿。
- 唐东杰布闭关处：主殿旁边有一条通往后山的路，可通往山腰处的唐东杰布闭关处。[2]

此外，从功德林寺往拉萨关帝庙的途中，在德吉中路与北京中路交界处，山脚有大石一角，传说是当年文成公主歇息处。藏人路过此处时，通常用背部、大腿、小腿、膝盖摩擦大石，据说可治疗风湿病、关节炎等。大石已被摩擦得乌黑发亮。

## 功德林拉章
八世达察活佛进入政坛后，使功德林拉章在众“林”中成为重要的政教集团，势力可与丹吉林拉章和策墨林拉章媲美，在尖锐而复杂的上层权斗中，其权力一直稳如泰山。在历世达察活佛的影响下，功德林拉章的势力逐渐遍布全西藏。其中，康区的八宿宗从八世达察活佛以来，西藏政府从未派过宗本，由功德林拉章派强佐一人常住该宗处理政教事务，是功德林活佛的自管区，功德林拉章派的强佐，就具有宗本的权利。八宿宗设有八宿拉章。
功德林拉章比其他三“林”拉章行政机构庞大，办事人员较多。以功德林拉章为主、八宿拉章为副。拉章的全权代表是达察活佛，其下总理政务者是清朝中央册封的札萨一人，八宿拉章的总管是强佐钦莫，由达察活佛与功德林札萨任命。札萨一职由达察活佛保举两名喇嘛，报请达赖批准其中一名掌握全“林”行政大权，达察活佛年幼或因事无法上任时，即由其代行职务。札萨下面，任命有德羌昂10人、夏堆巴58人。德羌昂必须由僧人担任，职责是管理全“林”的行政及财经事务。功德林拉章的酥油、肉食等牧业方面产品多由八宿拉章负责，粮食多由卫藏等地筹措。过去有“财力谁能比得过楚布寺，粮库谁能比得过功德林寺”的说法，可见功德林寺粮食之富足。
1956年西藏自治区筹备委员会成立后，功德林札萨威萨坚赞任委员。1959年藏区骚乱中，威萨坚赞因参与骚乱而被撤销委员职务。

## 功德林扎仓
功德林札仓在功德林拉章的直接监督及指导下，负责全功德林寺的教规及全部宗教活动。扎仓设有洛本一人，格贵一人，翁则二人，强佐一人，这些人的任免全部由功德林拉章报请达察活佛批准。扎仓的僧人数量，八世达察活佛摄政时期，清朝乾隆朝额定为50人，到1959年时实际已发展至112人。功德林拉章虽然非常富有，但功德林寺的僧人每年的俸禄仅为15克粮食，是策墨林寺僧人的一半，功德林扎仓负责人及拉章官员的俸禄却均在30克以上。功德林寺僧人与其他“林”的僧人一样，不必参加每年的传昭大法会。